# Zhang Nan (badminton)
Pour les articles homonymes, voir Zhang Nan.
Dans ce nom chinois, le nom de famille, Zhang, précède le nom personnel.
Zhang Nan est un joueur de badminton chinois né le 1er mars 1990 à Pékin.
Associé à Zhao Yunlei, il est sacré champion du monde en double mixte en 2011, 2014 et 2015. Ils sont champions olympiques en 2012 à Londres et médaillés de bronze 4 ans plus tard à Rio de Janeiro. Associé à Fu Haifeng, il remporte également le double hommes à Rio.